# Heinrich Wenzel (Oels-Bernstadt)

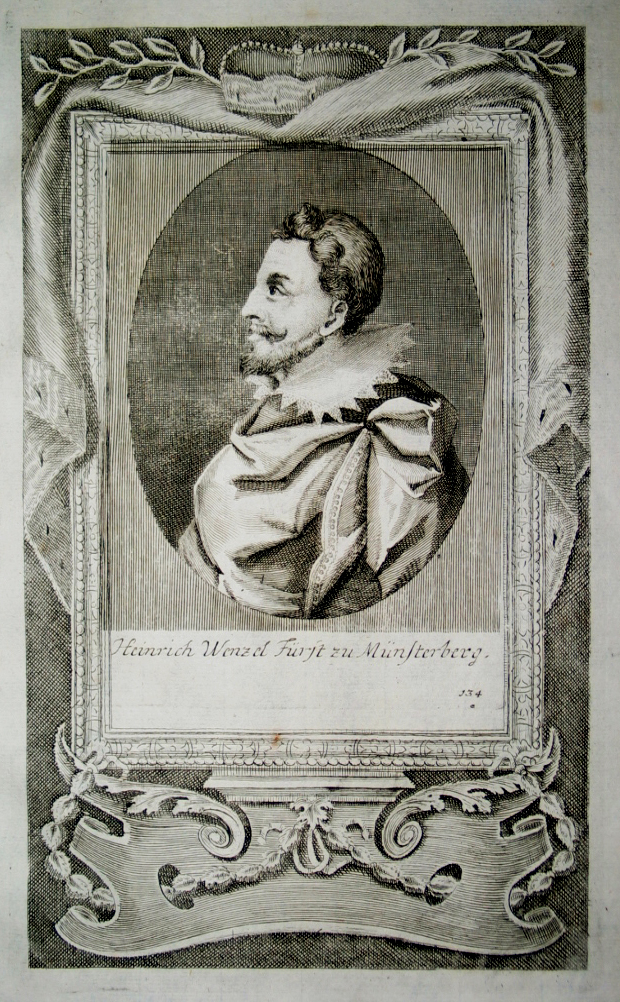
Heinrich Wenzel von Oels und Bernstadt

Heinrich Wenzel von Oels und Bernstadt (auch: Heinrich Wenzel von Podiebrad; Heinrich Wenzel von Bernstadt; Heinrich Wenzel von Münsterberg; tschechisch Jindřich Václav z Minstrberka; * 7. Oktober 1592 vermutlich in Oels, Herzogtum Oels; † 21. August 1639 vermutlich in Bernstadt, Herzogtum Bernstadt) war 1617–1639 Herzog von Bernstadt. Zudem führte er den Herzogstitel von Münsterberg sowie den Titel eines Grafen von Glatz. Von 1629 bis 1639 war er Oberlandeshauptmann von Schlesien.

## Leben
Heinrich Wenzel entstammte dem Münsterberger Familienzweig des böhmischen Adelsgeschlechts Podiebrad. Seine Eltern waren Karl II. von Münsterberg und Elisabeth Magdalena (1562–1630), Tochter des Brieger Herzogs Georg II.
1608 wurde Heinrich Wenzel zum Rektor der Brandenburgischen Universität Frankfurt ernannt. Nach einer Bildungsreise durch Europa wurde er kaiserlicher Armeekommissar für Schlesien und Kaiserlicher Rat. Nach dem Tod seines Vaters 1617 übernahm er die Regierung über das Herzogtum Bernstadt. Zugleich erbte er zusammen mit seinem jüngeren Bruder Karl Friedrich die mährischen Herrschaften Sternberg und Jaispitz. 
Mit seinem Bruder Karl Friedrich begrüßte Heinrich Wenzel im Februar 1620 in seiner nordmährischen Stadt Sternberg den 1619 neu gewählten böhmischen König Friedrich V., der sich auf der Huldigungsreise nach Breslau befand. 1625 berief Heinrich Wenzel den Komponisten und Kirchenlieddichter Matthäus Apelt nach Bernstadt und ernannte ihn 1631 zum Sekretär seiner Hofkanzlei.
1627 wohnte Heinrich Wenzel der Krönung des späteren Kaisers Ferdinand III. zum böhmischen König in Prag bei. Nach dem Verzicht des Liegnitzer Herzogs Georg Rudolf 1628 auf das Amt des schlesischen Oberlandeshauptmanns (Oberamt) wurde durch kaiserliche Verfügung der politische Einfluss des künftigen Landeshauptmanns geschwächt. Gegen die Zusage der freien Religionsausübung für sein Land übertrug König Ferdinand III. 1629 das Amt des Oberhauptmanns an Heinrich Wenzel. Als die protestantischen schlesischen Fürsten 1632 eine Annäherung an die schwedisch-sächsischen Eroberer suchten, lehnte Heinrich Wenzel, der dem Kaiser gegenüber loyal bleiben wollte, die Einberufung eines Fürstentages ab und verließ vorübergehend das Land. Im Gegensatz zu seinem Bruder Karl Friedrich, der 1633 zusammen mit den Herzögen Johann Christian von Brieg und Georg Rudolf von Liegnitz sowie dem Rat der Stadt Breslau einem Bündnis (Konjunktion) beitrat, das sich unter den Schutz von Sachsen, Brandenburg und Schweden stellte, verlor Heinrich Wenzel nicht die kaiserliche Gunst. 
1637 erteilte Heinrich Wenzel der Stadt Medzibor das Stadtrecht. Er starb 1639 und wurde in Oels beigesetzt. Als Herzog von Bernstadt folgte ihm sein Bruder Karl Friedrich.

## Familie
- Am 7. November 1617 vermählte sich Heinrich Wenzel mit Anna Magdalena von Pfalz-Veldenz (1602–1630). Diese Ehe blieb kinderlos.
- Nach Anna Magdalenas Tod heiratete Heinrich Wenzel am 26. August 1636 Anna Ursula von Reibnitz († 1648). Dieser Ehe entstammte die Tochter Anna Elisabeth, die 1637 geboren wurde und 1642 verstarb, sowie zwei Söhne, die im Säuglingsalter starben. Anna Ursula von Reibnitz, morganatische Gemahlin des Herzogs, wurde am 16. Januar 1637 in Regensburg vom römisch-deutschen König Ferdinand III. zur Fürstin von Bernstadt erhoben[6].